# Macareo (hijo de Helios)
En la mitología griega, Mácar o Macario (Μάκαρ, Μακαρεύς) era uno de los helíadas, hijo de Helios y la ninfa Rodo. Gobernó, junto a sus hermanos y a su madre, la isla de Rodas cuando los telquines huyeron para no ser aniquilados por Zeus. Mácar destacó, por habérselo inculcado su padre, en la astrología y en la metalurgia, pero al ser superado en estas artes por su hermano Ténages planeó con otros de sus hermanos su asesinato. Conocido este crimen tuvo que huir de Rodas, exiliándose en la isla de Lesbos.
A Mácar, hijo de Helios, se lo confunde con Macareo, hijo de Crínaco; este último es referido como el mítico rey de Lesbos.